# Hylaeus anthracinus
Hylaeus anthracinus är en biart som först beskrevs av Smith 1853. Den ingår i släktet citronbin och familjen korttungebin. Inga underarter finns listade i Catalogue of Life.

## Beskrivning
Arten är ett medelstort bi med svart grundfärg, svarta ben och klara till rökfärgade vingar. Hanen har en stor, gul ansiktmask som täcker större delen av ansiktet nedanför antennfästena. Kroppen är nästan hårlös, med undantag för tunna, fjäderliknande hår som är rikligast på mellankroppens sidor.

## Utbredning
Hylaeus anthracinus är endemisk för Hawaii, där den endast finns på 16 lokaler.

## Ekologi
Habitatet utgörs framför allt av stränder med angränsande låglänt, torr skog, även om arten sällsynt kan gå upp i torra bergsskogar.

## Föda
Arten är polylektisk, den flyger till blommande växter från många olika familjer, som Argemone glauca från vallmoväxternas familj, Euphorbia celastroides och Euphorbia degeneri från törelväxter, Heliotropium anomalum och Heliotropium foertherianum från strävbladiga växter, Myoporum sandwicense från flenörtsväxter, Sesbania tomentosa från ärtväxter, Scaevola sericea från femtungeväxter, Sida fallax från malvaväxter och Kadua coriacea från måreväxter. Till skillnad från de flesta andra bisläkten har citronbina inga särskilda yttre organ för att transportera pollen, utan detta förvaras tillsammans med nektar i krävan.

### Fortplantning
Arten är solitär, den bildar inga samhällen utan honan svarar helt och hållet för sin avkommas överlevnad. Hon bygger sina bon i marken, främst i korallgrus eller håligheter i korallklippor. Tunneln in till boet är mellan 50 och 65 mm lång och har en diameter på drygt 3 mm, medan själva boet, som innehåller 2 till 3 celler, har en längd på 25 till 35 mm.  Larvcellerna kläs genom ett skyddande, cellofanliknande material, som honan själv producerar från särskilda körtlar. Varje cell rymmer ett ägg, och näring i form av en halvflytande blandning av nektar och pollen.